# Jakub Moder
Jakub Piotr Moder (Szczecinek, 1999. április 7. –) lengyel válogatott labdarúgó, középpályásként játszik a holland Feyenoordban.

## Klubkarrier
A 2011–2014-es években a Warta Poznań utánpótláscsapatainak játékosa volt, a „Zielone” csapatban eltöltött 3 év után a Lech Poznań csapatához került. 2018. április 2-án debütált a Kolejorz csapatában a Wisła Kraków ellen. A 2018/2019-es szezont kölcsönben az 1. ligás Odra Opoléban töltötte, a Lechhez való visszatérése után végleg bekerült az első csapatba. 2020. február 8-án megszerezte első gólját a Lech Poznań színeiben, ez a Raków Częstochowa elleni bajnoki mérkőzésen történt. A 2019/2020-as szezonban a lengyel bajnokság ezüstérmét szerezte „Kolejorz” csapatával.
2020 októberében ötéves szerződést írt alá a Brighton & Hove Albionnal, megdöntve ezzel az lengyel bajnokság átigazolási rekordját, és azonnal kölcsönadták a Lechnek. 2020. december 18-án a Brighton & Hove Albion FC úgy döntött, hogy lerövidíti Jakub Moder Lech Poznańnak adott kölcsönét. 2021. február 10-én debütált a Brighton & Hove Albion színeiben a Leicester City elleni 0–1-es FA-kupa-mérkőzésen. Első mérkőzését a Premier League-ben 2021. február 27-én játszotta a 26., West Brom elleni 0-1-es meccsen, a 84. percben lépett pályára. 2021. március 20-án mutatkozott be a Premier League -ben, amikor 3-0-ra megnyerte a Newcastle Unitedet. Első találatát a Cardiff City elleni Angol Ligakupa-mérkőzésen szerezte.

## A válogatottban
Moder a lengyel U17-es csapatban kezdte válogatott pályafutását, amelyben 2015. augusztus 4-én debütált a Finnország elleni mérkőzésen. Összességében a lengyel válogatott ifjúsági csapataiban (U17-U21) 38 mérkőzést játszott, ezeken 3 gólt szerzett.
2020. augusztus 24-én kapott először behívót a lengyel válogatottba, a Nemzetek Ligájában a Hollandia és Bosznia-Hercegovina elleni mérkőzésekre. 2020. szeptember 4-én debütált a lengyel válogatottban, Piotr Zielińskit váltotta a 77. percben a Hollandia elleni meccsen. Debütáló gólját 2020. november 11-én szerezte egy Ukrajnával vívott barátságos mérkőzésen. 2021. március 31-én gólt szerzett Lengyelországnak az Anglia elleni mérkőzésen a Wembleyben, üres lelátók előtt. A 2022-es labdarugó világbajnokságról elhúzódó sérülése miatt lemaradt.

## Karrier statisztika

### Klub
(Legutóbb frissítve 2021/2022-es szezon végén)
| Klub                    | Szezon         | Liga           | Bajnokság | Bajnokság | Nemzeti kupa | Nemzeti kupa | Nemzetközi kupa | Nemzetközi kupa | Egyéb | Egyéb | Összesen | Összesen |
| Klub                    | Szezon         | Liga           | Mérk.     | Gólok     | Mérk.        | Gólok        | Mérk.           | Gólok           | Mérk. | Gólok | Mérk.    | Gólok    |
| ----------------------- | -------------- | -------------- | --------- | --------- | ------------ | ------------ | --------------- | --------------- | ----- | ----- | -------- | -------- |
| Lech Poznań II          | 2016/2017      | III liga       | 28        | 5         | –            | –            | –               | –               | –     | –     | 28       | 5        |
| Lech Poznań II          | 2017/2018      | III liga       | 25        | 2         | –            | –            | –               | –               | –     | –     | 25       | 2        |
| Lech Poznań II          | 2019/2020      | II liga        | 8         | 0         | –            | –            | –               | –               | –     | –     | 8        | 0        |
| Lech Poznań II          | Összesen       | Összesen       | 61        | 7         | –            | –            | –               | –               | –     | –     | 61       | 7        |
| Lech Poznań             | 2017/2018      | Ekstraklasa    | 1         | 0         | –            | –            | –               | –               | –     | –     | 1        | 0        |
| Lech Poznań             | 2019/2020      | Ekstraklasa    | 26        | 5         | 4            | 0            | –               | –               | –     | –     | 30       | 5        |
| Lech Poznań             | 2020/2021      | Ekstraklasa    | 14        | 4         | 1            | 0            | 10              | 0               | –     | –     | 25       | 4        |
| Lech Poznań             | Összesen       | Összesen       | 41        | 9         | 5            | 0            | 10              | 0               | –     | –     | 56       | 9        |
| Odra Opole (kölcsönben) | 2018/2019      | I Liga         | 31        | 4         | 4            | 0            | –               | –               | –     | –     | 35       | 4        |
| Brighton & Hove Albion  | 2020/2021      | Premier League | 12        | 0         | 1            | 0            | –               | –               | –     | –     | 13       | 0        |
| Brighton & Hove Albion  | 2021/2022      | Premier League | 28        | 0         | 4            | 2            | –               | –               | –     | –     | 32       | 2        |
| Brighton & Hove Albion  | Összesen       | Összesen       | 40        | 0         | 5            | 2            | –               | –               | –     | –     | 45       | 2        |
| Teljes karrier          | Teljes karrier | Teljes karrier | 173       | 20        | 14           | 2            | 10              | 0               | 0     | 0     | 197      | 22       |

### Válogatottban
(Legutóbb frissítve: 2022. december 10.)
| Válogatott    | Év       | Mérk. | Gólok |
| ------------- | -------- | ----- | ----- |
| Lengyelország | 2020     | 6     | 1     |
| Lengyelország | 2021     | 12    | 1     |
| Lengyelország | 2022     | 10    | 1     |
| Lengyelország | Összesen | 28    | 3     |

### Egyéni
- Az év lengyel labdarúgója: 2020
- Az év felfedezettje Lengyelországban: 2020